# Trichocyclus septentrionalis
Trichocyclus septentrionalis är en spindelart som beskrevs av Christa L. Deeleman-Reinhold 1993. Trichocyclus septentrionalis ingår i släktet Trichocyclus och familjen dallerspindlar.
Artens utbredningsområde är Western Australia. Inga underarter finns listade i Catalogue of Life.